# Gentiana crassuloides
Gentiana crassuloides är en gentianaväxtart som beskrevs av Louis Édouard Bureau och Franch.. Gentiana crassuloides ingår i släktet gentianor, och familjen gentianaväxter. Inga underarter finns listade i Catalogue of Life.